# Haplotrichum curtisii
Haplotrichum curtisii é uma espécie de fungo pertencente à família Botryobasidiaceae.